# Augustin Deleanu
Augustin Deleanu, né le 23 août 1944 à Măgurele en Roumanie et mort le 27 mars 2014 à Bucarest en Roumanie, était un joueur et entraîneur de football roumain.
Il compte 25 sélections en équipe nationale entre 1966 et 1973.

## Biographie

### Carrière de joueur
Avec l'équipe du Dinamo Bucarest, il est champion de Roumanie à trois reprises, et joue 8 matchs en Coupe d'Europe des clubs champions.
Il joue un total de 325 matchs en première division roumaine, pour 18 buts inscrits.

### Carrière internationale

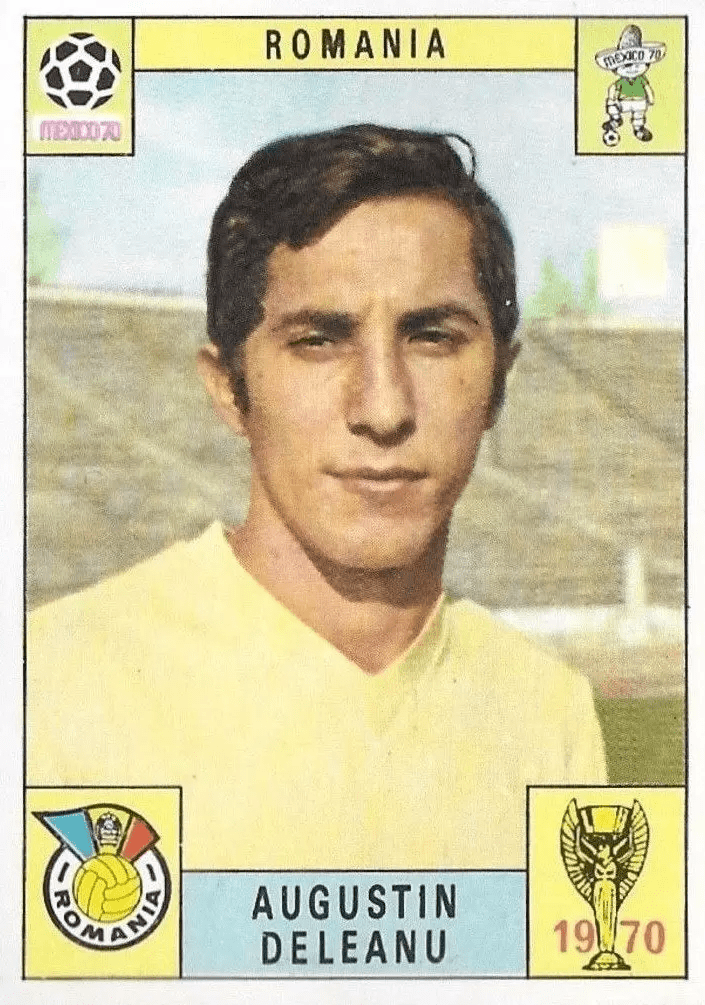
Deleanu avec la Roumanie

Il compte 25 sélections avec l'équipe de Roumanie entre 1966 et 1973.
Augustin Deleanu est convoqué pour la première fois par le sélectionneur national Ilie Oană pour un match des éliminatoires de l'Euro 1968 contre l'Italie le 26 novembre 1966 (défaite 3-1). Il reçoit sa dernière sélection le 14 octobre 1973 contre la Finlande (victoire 9-0).
Il participe à la Coupe du monde de 1970, compétition lors de laquelle il ne joue aucune rencontre.

## Palmarès
- Avec le Dinamo Bucarest :
  - Champion de Roumanie en 1971, 1973 et 1975